# F.E.A.R. (cançó)
F.E.A.R. (acrònim que forma el mot fear, "por" en anglès) és el primer senzill del tercer àlbum en solitari d'Ian Brown, Music of the Spheres. Publicat el 17 de setembre de 2001, arribà a ocupar el número 13 en la classificació de senzills del Regne Unit i va assolir èxit tant de crítica com comercial. A finals de 2002, va guanyar un Premi Muso a la millor cançó en solitari, atorgat pels membres de la indústria de la música britànica. L'octubre de 2011, NME va col·locar-lo al número 67 de la llista "150 Millors Pistes dels Passats 15 Anys".

## Influències
La cançó conté un esquema líric on cada vers forma l'acrònim "F.E.A.R." (per exemple, for each a road, "per a cadascú un camí" i fallen empires are ruling, "els imperis caiguts són els governants"). En una entrevista amb la revista Clash, Brown va indicar que fou una influència important per a "F.E.A.R." L'Autobiografia de Malcolm X, qui va predicar l'estudi de l'etimologia, de manera que un podria tenir "el control sobre les persones mitjançant l'ús de la llengua". Brown va escriure la cançó creant centenars d'acrònims de la paraula "por".
Brown va revisitar el concepte a la cançó de l'àlbum Solarized, Time is my Everything, que sovint és abreujat amb l'acrònim "T.I.M.E." a les llistes de cançons dels seus concerts.
Remixos i versions instrumentals de "F.E.A.R." també han aparegut en l'àlbum Remixes of the Spheres. Una versió instrumental de 30 segons apareix al final del LP de Music of the Spheres, que és un tribut a la cançó What's going on de Marvin Gaye.

## En la cultura popular
La cançó apareix en l'episodi de CSI A Night at the Movies on Nick, Warrick i Sara processen l'escena de delicte.
El remix d'UNKLE apareix en el videojoc F1 2010.

## Llista de pistes
Senzill CD
1. "F.E.A.R." (versió d'àlbum)
2. "F.E.A.R." (amb Dann)
3. "Hear No See No Speak No"
4. "F.E.A.R." (vídeo CD-ROM)

Senzill de 7"
1. "F.E.A.R."
2. "F.E.A.R. (Instrumental)"

### Senzill de 12"
1. F.E.A.R. (UNKLE remix)

## Detalls de la publicació
| País          | Data             | Segell      | Format | Cataloga  |
| ------------- | ---------------- | ----------- | ------ | --------- |
| Regne Unit    | 17 setembre 2001 | Polydor     | CD     | 587 284-2 |
| Regne Unit    | 17 setembre 2001 | Polydor     | 7"     | 587 284-7 |
| Regne Unit    | 2001             | Polydor     | CD 5"  | IBPRO102  |
| Països Baixos | 2004             | white label | 12"    |           |

## Vídeo
El vídeo de "F.E.A.R." va marcar el debut a la direcció de Brown. Consisteix en imatges del cantant muntant en bicicleta pel Soho i Chinatown de Londres, però amb 'efecte d'haver enregistrat les imatges enrere. La ruta que segueix és des del carrer Berwick fins al carrer Gerrard.